# クリエイション・レコーズ
クリエイション・レコーズ (Creation Records) は、アラン・マッギーによって1983年にイギリスで設立されたインディーズ・レーベルである。
オアシス、プライマル・スクリーム、ティーンエイジ・ファンクラブ、マイ・ブラッディ・ヴァレンタインなどが在籍した。財政難に陥ったため、1992年9月にソニーと契約し49%を売却するなどインディーズ色を薄めた。1999年11月にアラン・マッギーらが離脱を表明しソニーに残りの資産も売却、活動を終了した。

## 重要人物
- アラン・マッギー

クリエイションの創設者であり、総帥であった。学生時代からプライマル・スクリームのボビー・ギレスピーとは親友同士であった。自身もビフ・バン・パウというバンドを率いてレーベルから作品を発売していた。
クリエイション消滅後はポップトーンズというインディーズ・レーベルを設立した。
- ジョー・フォスター

クリエイションの共同創設者である。元はマッギーが彼らのバンドのファンという関係であった。初期クリエイションの作品群では、彼がプロデュースを手掛けたレコードも数多い。クリエイション内の再発専門レーベル「レヴ・オラ」を率いる他、スローター・ジョー名義でソロ活動を行っていた。
- エド・ボール

ザ・タイムスのメンバーであり、クリエイションでは様々な業務を担当していた。前述のフォスターとはクリエイションに関わる前にバンドを組んでいた。レーベルの最晩年にはソロ名義でアルバムを発売している。クリエイション消滅後はポップトーンズにも参加した。

## かつて所属していた主なアーティスト
| - ア・サーティン・レイシオ (A Certain Raio) - アドラブル (Adorable) - ウェザー・プロフェッツ (Weather Prophets) - ウルトラ・リヴィング (Ultra Living) - ヴェルヴェット・クラッシュ (Velvet Crush) - エイティーン・ウィーラー (18 Wheeler) - オアシス (Oasis) - グレン・マトロック (Glen Matlock) - ジーザス&メリーチェイン (The Jesus & Mary Chain) - ジャスミン・ミンクス (The Jasmine Minks) - シュガー (Sugar) - スーパー・ファーリー・アニマルズ (Super Furry Animals) - スローター・ジョー (Slaughter Joe) - スロウダイヴ (Slowdive) - スワーヴドライヴァー (Swervedriver) - セイント・エティエンヌ (Saint Etienne) - ザ・タイムス (The Times) - ティーンエイジ・ファンクラブ (Teenage Fanclub) | - ザ・テレスコープス (The Telescopes) - バーナード・バトラー (Bernard Butler) - ハウス・オブ・ラヴ (The House of Love) - ザ・パステルズ (The Pastels) - ハリケーン#1 (Hurricane #1) - BMXバンディッツ (BMX Bandits) - ピーター・アスター (Peter Astor) - ビフ・バン・パウ (Biff Bang Pow) - ヒプノトーン (Hypnotone) - ブー・ラドリーズ (The Boo Radleys) - フェルト (Felt) - プライマル・スクリーム (Primal Scream) - ヘヴィー・ステレオ (Heavy Stereo) - マイ・ブラッディ・ヴァレンタイン (My Bloody Valentine) - モーマス (Momus) - ライド (Ride) - ライラック・タイム (The Lilac Time) - レーザーカッツ (Rasor Cuts) - ザ・ロフト (The Loft) |